# 小行星1226
小行星1226（1226 Golia）是一颗绕太阳运转的小行星，为主小行星带小行星。该小行星于1930年4月22日发现。
該小行星以荷蘭東方學家雅各布斯·戈利烏斯命名。

## 轨道参数
小行星1226的轨道半长轴为2.5816114 UA，离心率为0.114。